# さ行
是指在日語五十音圖中的第三行。中的假名有四個發音以清齒齦擦音/s/為首，包括、四個假名，而有一個假名發生顎化現象而改以清齦顎擦音/ɕ/為首：。此行有全濁音，發音以濁齒齦擦音/z/為首，包含、等四個假名，而有一個假名發生顎化現象而改以濁齦顎擦音/ʑ/為首：。
 -  -  -  -  -  -  -  -  - -  -  -  -  - 